# Rajmahal
|  | Per a altres significats, vegeu «Muntanyes Rajmahal». |

Rajmahal és una ciutat del districte de Sahebganj a l'estat de Jharkhand, a la riba dreta del Ganges. Segons el cens indi del 2001, la població de Rajmahal era 17.974 habitants. El 52% de la població eren homes, mentre que el 48% restant eren dones. Rajmahal té una index mig d'alfabetització del 48%, inferior a la mitjana nacional del 59.5%: l'alfabetització masculina és del 55%, mentre que la femenina és del 39%. A Rajmahal, el 19% de la población té menys de 6 anys.

## Història
És una ciutat històrica situada a la ribera occidental del Ganges a les muntanyes conegudes com a Daman-i-Khoh durant el domini musulmà. Les muntanyes transcorren de nord a sud al llarg de 193 km des de Sahebganj fins a Rampurhat. El nom original del lloc era Agmahal. Man Singh, quan va tornar de la conquesta d'Orissa el 1592, la va nomenar Rajmahal i el 7 de novembre de 1595 va establir-hi allà les bases la nova capital de la subah de Bengala. Amb posterioritat, en honor d'Akbar el Gran, se li va canviar el nom pel de Akbarnagar que no va arrelar.
Sembla que va ser triada com a capital degut a la seva posició central respecte a Bengala i Bihar i pel seu control sobre el riu Ganges i el pas de Teliagarhi. Mansingh hi va edificar un palau, un fortí i també una Jama-i-Masjid (mesquita del divendres). Ben aviat, sent un lloc més saludable que Gaur, s'hi va aixecar una ciutat. Malgrat tot, la ciutat va perdre aviat el seu valor estratègic. El riu Ganges havia retrocedit prop de dues milles i ja no era accessible als vaixells de guerra i no podia ser defensada per terra i aigua. El 1608-09 Islam Khan, subahdar de Bengala, va traslladar la capital a Jahangirnagar (Dhaka) amb la finalitat de suprimir als bara-bhuiyans i resistir amb més eficàcia el creixent poder dels portuguesos i els maghs. No obstant això, Rajmahal va recuperar la seva posició administrativa el 1639 quan Shah Shuja (1639-1660) hi va establir allà la seva capital. El príncep hi va fer construir allà el famós palau anomenat Sang-i-dalan (palau de pedra) per a la seva residència amb un Diwan khana (sala d'audiències) adjunt.
El 20 de gener de 1640, un incendi va provocar una immensa destrucció en el complex del palau i es va cobrar 75 vides de l'harem de Shuja. Shuja es va coronar a si mateix el novembre de 1657 a Rajmahal. Sembla que hi havia edificat grans construccions. A una considerable distància del palau de Shuja (Sang-i-dalan) hi ha unes ruïnes anomenades Phulbari (jardí de flors). A prop hi ha la tomba de Bakht-Homa, vídua de Shaista Khan. A la segona meitex del segle xviii la ciutat tenia 2,41 quilòmetres de llarg i 0,80 quilòmetres d'ample amb nombroses mesquites i monuments
El declivi de la ciutat es va iniciar quan Mir Jumla (1660-1663) va traslladar de nou la capital a Dhaka per controlar als Arakanesos i als pirates portuguesos. El 1800 Buchanan-Hamilton encara considerava que hi vivien entre 25 i 30 mil persones. El 1879 un nou canvi del Ganges el va tornar al seu antic llit, però el 1882 va tornar a apartar-se i finalment el comerç fou transferit a Sahibganj. Al cens del 1901 la població era de 2.047. Les ruïnes de l'antiga ciutat estan actualment cobertes amb grans extensions d'exuberant jungla al llarg de 4 milles a l'oest de l'actual ciutat.
La primera linea ferroviària de Howrah fins a Delhi passava per Rajmahal: la linea de la Companyia Ferroviària de l'Índia Oriental es va completar l'octubre de 1859. El primer tren de Howrah a Rajmahal va circular el 4 de juliol de 1860.

## Nota
1. ↑  (anglès) Census of India 2001: Data from the 2001 Census, including cities, villages and towns (Provisional)